# 苏列亚
苏列亚（羅馬化：Suleya）是俄罗斯车里雅宾斯克州的市级镇，为该州萨特卡区规模最小的市级镇。地处车里雅宾斯克州西部，位于区行政中心萨特卡西北、州府车里雅宾斯克西方，靠近车里雅宾斯克州与巴什科尔托斯坦共和国的边界。镇内设有同名铁路车站，位于乌法－车里雅宾斯克线上。距离较近的大城市有兹拉托乌斯特，位于该镇以东约50公里处。
该地2022年人口有2,804人；2010年人口3,183；2002年人口2,941；1989年人口3,095。